# Xã Dovre, Quận Kandiyohi, Minnesota
Xã Dovre (tiếng Anh: Dovre Township) là một xã thuộc quận Kandiyohi, tiểu bang Minnesota, Hoa Kỳ. Năm 2010, dân số của xã này là 2.119 người.